# Raionul Șostka, Sumî
Șostka (în ucraineană Шосткинський район, transliterat: Șostkînskîi raion) este un raion în regiunea Sumî, Ucraina. Are reședința la Șostka.
Are o suprafață de 5.072,3 km². Populația este de 188.500 locuitori, determinată în 2020.